# Gruaro
Gruaro ist eine Gemeinde mit 2706 Einwohnern (Stand 31. Dezember 2023) in der Metropolitanstadt Venedig, Region Venetien.
Angrenzende Gemeinden sind Cinto Caomaggiore, Cordovado (PN), Portogruaro, Sesto al Reghena (PN) und Teglio Veneto.